# Калугарени (Констанца)
Калугарени (рум. Călugăreni) насеље је у Румунији у округу Констанца у општини Пантелимон. Oпштина се налази на надморској висини од 95 m.

## Становништво
Према подацима из 2002. године у насељу је живело 94 становника, од којих су сви румунске националности.